# Агенция за подпомагане на палестински бежанци
Агенцията за подпомагане на палестинските бежанци (на английски: United Nations Relief and Works Agency for Palestine Refugees in the Near East, съкратено UNRWA) е създадена с Резолюция 302 на ООН от 8 декември 1949 г.
Започва да функционира през 1950 г. Основната ѝ функция е да облекчи затрудненото положение на палестинските бежанци вследствие от настъпилите регионални конфликти в Близкия изток и по-специално от арабско-израелските войни след създаването на Държавата Израел през 1948 г. Първоначално седалището на UNRWA е в Бейрут, Ливан, преместено във Виена, Австрия през 1978 г. Общото събрание премества агенцията в ивицата Газа, за да демонстрира ангажимента си към арабско-израелския мирен процес през 1996 г.

## Дейност
Агенцията е най-голямата хуманитарна мисия в региона. Осигурява дом, храна, лекарства, образование, както и многобройни социални услуги за повече от 5 милиона палестински бежанци напуснали родните си места. UNRWA често работи в сътрудничество със Световна здравна организация (СЗО), Детски фонд на Организацията на обединените нации (УНИЦЕФ), Фонд на ООН за населението (ЮНФПА) и Организацията на обединените нации за образование, наука и култура (ЮНЕСКО). Генералният комисар на Агенцията се отчита пряко пред Общото събрание и се назначава от генералния секретар на ООН с одобрението на Консултативна комисия Агенцията осигурява съществуването на повече от 60 бежански лагера, разположени в Ивицата Газа, Западния бряг на река Йордан, Ливан, Сирия и Йордания. Основна причина за бежанската криза са военните действия в района и страхът от репресии на израелската армия. Агенцията разработва програми за заетост на палестинските бежанци, но тъй като статутът на теззи лица все още не е уреден, ООН периодично удължава на няколко пъти мандата на Агенцията. Персоналът, работещ в агенцията, е над 30 000 души, работещи в различните лагери. Агенцията подпомага училища, болници, социални центрове и извън лагерите, където има съсредоточени бежанци. Агенцията не притежава, нито администрира или охранява лагерите, като това се прави от съответните правителства на държавите, в които се намират.

## Програми
Основната програма е образователната, като палестинците са едни от най-образованите в Близкия изток. Тя подготвя учители и дава стипендии на студенти, които се обучават в престижни университети. Втората програма е здравеопазването, която цели да подобри здравето на бежанците и здравната им култура. Третата основна програма представлява облекчаващи социални услуги, които подкрепят материално бежанците, като им осигурява елементарни човешки нужди.
През 2018 г. Съединените щати отказват да финансират Агенцията на ООН за палестинските бежанци, поради разширяващите се антиеврейски нагласи. Те осигуряват почти 30 процента от общия бюджет на Агенцията и настояват за реформиране на начина, по който тя се управлява. Това решение на САЩ се приветства от Израел, които твърдят, че средствата трябва да се използват за интегриране на бежанците по места. Българското правителство регулярно отпуска парични средства за Агенцията в различен размер.